# Rod Laver
Rodney George »Rod« Laver, avstralski tenisač, 9. avgust 1938, Rockhampton, Queensland, Avstralija.
Laver je v karieri osvojil rekordnih 200 naslovov, sedem let zapored pa je bil tudi vodilni tenisač na lestvici ATP, med letoma 1964 in 1970. Je edini tenisač, ki mu je dvakrat uspel koledarski Grand Slam (vse štiri turnirje za Grand Slam v enem koledarskem letu), prvič kot amater leta 1962 ter drugič kot profesionalec leta 1969. Je tudi prvi tenisač, ki je osvojil koledarski Grand Slam v eri Odprtih prvenstev. Od tedaj je dosežek ponovila le Steffi Graf leta 1988. V svoji karieri je osvojil enajst turnirjev za Grand Slam, štirikrat je osvojil Odprto prvenstvo Anglije, trikrat Odprto prvenstvo Avstralije, ter po dvakrat Odprto prvenstvo Francije in Odprto prvenstvo ZDA. Šestkrat je v finalu izgubil.
Zmagoval je na vseh teniških podlagah, travi, pesku in umetni podlagi. V vseh petih letih, ko ni smel sodelovati na turnirjih za Grand Slam, je bil najboljši profesionalni tenisač leta. Laver je drugi in za zdaj zadnji tenisač, ki je osvojil vsakega od turnirjev za Grand Slam vsaj dvakrat. Le Roy Emerson in Margaret Court sta pred njim dosegla ta uspeh. Laver velja za enega najboljših tenisačev vseh časov.

## Finali Grand Slamov (17)

### Zmage (11)
| Leto | Turnir                          | Nasprotnik v finalu | Rezultat finala         |
| 1960 | Prvenstvo Avstralije            | Neale Fraser        | 5–7, 3–6, 6–3, 8–6, 8–6 |
| 1961 | Prvenstvo Anglije               | Chuck McKinley      | 6–3, 6–1, 6–4           |
| 1962 | Prvenstvo Avstralije (2)        | Roy Emerson         | 8–6, 0–6, 6–4, 6–4      |
| 1962 | Amatersko prvenstvo Francije    | Roy Emerson         | 3–6, 2–6, 6–3, 9–7, 6–2 |
| 1962 | Prvenstvo Anglije (2)           | Marty Mulligan      | 6–2, 6–2, 6–1           |
| 1962 | Nacionalno prvenstvo ZDA        | Roy Emerson         | 6–2, 6–4, 5–7, 6–4      |
| 1968 | Odprto prvenstvo Anglije (3)    | Tony Roche          | 6–3, 6–4, 6–2           |
| 1969 | Odprto prvenstvo Avstralije (3) | Andrés Gimeno       | 6–3, 6–4, 7–5           |
| 1969 | Odprto prvenstvo Francije (2)   | Ken Rosewall        | 6–4, 6–3, 6–4           |
| 1969 | Odprto prvenstvo Anglije (4)    | John Newcombe       | 6–4, 5–7, 6–4, 6–4      |
| 1969 | Odprto prvenstvo ZDA (2)        | Tony Roche          | 7–9, 6–1, 6–2, 6–2      |

### Porazi (6)
| Leto | Turnir                       | Nasprotnik v finalu | Rezultat finala    |
| 1959 | Prvenstvo Anglije            | Alex Olmedo         | 6–4, 6–3, 6–4      |
| 1960 | Prvenstvo Anglije (2)        | Neale Fraser        | 6–4, 3–6, 9–7, 7–5 |
| 1960 | Nacionalno prvenstvo ZDA     | Neale Fraser        | 6–4, 6–4, 9–7      |
| 1961 | Prvenstvo Avstralije         | Roy Emerson         | 1–6, 6–3, 7–5, 6–4 |
| 1961 | Nacionalno prvenstvo ZDA (2) | Roy Emerson         | 7–5, 6–3, 6–2      |
| 1968 | Odprto prvenstvo Francije    | Ken Rosewall        | 6–3, 6–1, 2–6, 6–2 |